# Nguyễn Thị Luật
Nguyễn Thị Luật (sinh 1948) là đại biểu Quốc hội Việt Nam khóa X. Bà thuộc đoàn đại biểu Hoà Bình.
Tên thường gọi: Nguyễn Thị Luật
Ngày sinh: 28/2/1948
Giới tính: Nữ
Dân tộc: Mường
Tôn giáo: Không
Quê quán: Xã Trung Minh, huyện Kỳ Sơn, Hoà Bình
Trình độ chuyên môn: Đại học Kinh tế - Lao động
Nghề nghiệp, chức vụ: Tỉnh ủy viên, Chủ tịch Liên đoàn lao động tỉnh Hòa Bình, Uỷ viên BCH Tổng liên đoàn lao động Việt Nam, Uỷ viên Hội đồng Dân tộc của Quốc hội
Nơi làm việc: Liên đoàn Lao động tỉnh Hòa Bình
Nơi ứng cử: Hoà Bình
Đại biểu Quốc hội khoá: X
Đại biểu chuyên trách: Không
Đại biểu Hội đồng Nhân dân: Không